# Jackie Mittoo
Jackie Mittoo, pianiste, organiste, auteur-compositeur jamaïcain né à Browns Town, Saint Ann, Jamaïque le 3 mars 1948 et mort le 16 décembre 1990 à Toronto Canada.
Il commence à apprendre le piano à l'âge de 4 ans sous la tutelle de sa grand-mère.
Dans les années 1960, il est membre de The Skatalites, The Rivals, The Sheiks, The Soul Brothers ainsi que des Soul Vendors. En 1963, le producteur Coxsone Dodd lui propose d'animer des sessions dans son nouveau studio Studio One. Il a aussi joué pour Lloyd "Matador" Daley (1968-1969).
Il émigre à Toronto, au Canada à la fin des années 1960, où il enregistre 3 albums, Wishbone (Summus), Reggae Magic (CTL) et Let's Put It All Together (CTL), crée le label Stine-Jac, et ouvre un magasin de disques. Il connaît un franc succès avec Wishbone en 1971, et se produit dans de nombreuses salles de Toronto au cours des années 1970. Jackie Mittoo participe à de nombreux groupes de reggae dans les environs de Toronto, notamment Earth Wind and Water, Esso Jaxxon (R. Zee Jackson), Carl Harvey, Lord Tanamo, Boyo Hammond, Carl Otway, The Skatalites, et Jackie James.
Il continue également à enregistrer des albums pour des producteurs jamaïcains pendant cette période, particulièrement pour Bunny Lee.
En 1989, il enregistre Wild Jockey pour Lloyd Barnes, sous le label Wackies.
Mittoo entre à l'hôpital le 12 décembre 1990, et meurt d'un cancer le 16 décembre, seulement 4 jours après.
Ses funérailles se sont déroulées à la National Arena de Kingston, en Jamaïque, le 3 janvier 1991, en présence de nombreux grands noms du reggae jamaïcain tels que Hortense Ellis, Tinga Stewart, Desmond "Desi Roots" Young, Ruddy Thomas, Tommy Cowan, Clement "Coxsone" Dodd. Un concert en sa mémoire a été donné simultanément par Vin Gordon, Leroy 'Horsemouth' Wallace, Glen 'Bagga' Fagan, Pablo Black, Robert Lynn, Michael 'Ibo' Cooper, Ken Boothe, Delroy Wilson, Carlene Davis, Tinga Stewart et bien d'autres.

## Discographie

### Albums studio
- 1968 : Evening time (Coxsone)
- 1969 : Keep on dancing (Coxsone)
- 1970 : Jackie Mittoo Now (Bamboo)
- 1971 : Macka Fat (Studio One)
- 1975 : Let's Put It All Together (United Artists)
- 1977 : Hot Blood (Third World Records)
- 1977 : Show Case Vol 3 (Abraham Records)
- 1978 : In Cold Blood (Third World Records)
- 1978 : The Jackie Mittoo Showcase (Sonic Sounds)
- 1978 : In Cold Blood
- 1978 : The Keyboard King
- 1979 : The Money Makers
- 1979 : Stepping Tiger
- 1989 : Wild Jockey

### Albums en public
- 1967 : Jackie Mitoo in London (Coxsone's Music City)

### Compilations
- 1995 : Tribute to Jackie Mittoo (HeartBeat)
- 1995 : The Keyboard Legend (Sonic Sounds)
- 1998 : Showcase (Culture Press)
- 2000 : The Keyboard King At Studio One (Universal Sound)
- 2003 : Champion in the arena 1976-77
- 2003 : Drum Song (Attack Records)
- 2004 : Last Train To Skaville (Soul Jazz Records)
- 2009 : The Keyboard King at Studio One  (Soul Jazz Records)
- 2012 : Jackie Mittoo Anthology (Attack Records)
- 2013 : 50 Greatest Hits Jackie Mittoo and Friends (Alexander Music Group)
- 2016 : Jacky Mittoo - Key Rocker Anthology (Bunny Lee)